# Municipio de Emmet (Dakota del Sur)
El municipio de Emmet (en inglés: Emmet Township) es un municipio ubicado en el condado de Union en el estado estadounidense de Dakota del Sur. En el año 2010 tenía una población de 214 habitantes y una densidad poblacional de 2,3 personas por km².

## Geografía
El municipio de Emmet se encuentra ubicado en las coordenadas 42°57′12″N 96°44′47″O / 42.95333, -96.74639. Según la Oficina del Censo de los Estados Unidos, el municipio tiene una superficie total de 93.1 km², de la cual 93,1 km² corresponden a tierra firme y (0 %) 0 km² es agua.

## Demografía
Según el censo de 2010, había 214 personas residiendo en el municipio de Emmet. La densidad de población era de 2,3 hab./km². De los 214 habitantes, el municipio de Emmet estaba compuesto por el 100 % blancos. Del total de la población el 0 % eran hispanos o latinos de cualquier raza.